# Tussen-s in de Nederlandse spelling
De tussen-s is een interfix dat in sommige Nederlandse samenstellingen voorkomt. Het duidt in sommige gevallen op een bezitsrelatie en is historisch gezien verwant aan de genitief.
Voor het gebruik van de tussen-s bestaan in de Nederlandse spelling twee hoofdregels:
- Schrijf een tussen-s als het eerste deel als afzonderlijk woord niet op een sisklank eindigt en het tweede deel niet met een sisklank begint, maar er tussen de twee delen wel een /s/ wordt gehoord:

bakkersroom, moederskindje, meningsverschil, stadsdeel, verlovingstijd.
- Schrijf in samenstellingen waarvan het tweede deel met een sisklank begint, een tussen-s als de aanwezigheid van de tussenklank blijkt uit een samentrekking op woordniveau van dezelfde delen:

adventsstuk (vanwege advents- of kerststuk),
meisjesstemmen (vanwege meisjes- en vrouwenstemmen),
liefdesscène (vanwege liefdes- en sterfscène),
rijkeluiszoontje (vanwege rijkeluiskind of -zoontje).
Deze regels voor de -s- in samenstellingen geven slechts in een beperkt aantal gevallen uitsluitsel. Er zijn talrijke samenstellingen waarin sommige taalgebruikers wel een /s/ uitspreken en andere niet. Op grond van uitspraakvariatie behouden vele woorden twee gelijkwaardige spellingen:
dood(s)kist, drug(s)beleid, handel(s)maatschappij, inkoop(s)prijs, spelling(s)commissie, tijd(s)verschil, voorbehoed(s)middel, wet(s)tekst.
Wanneer er twee schrijfwijzen mogelijk zijn, wordt aangeraden om consequent te zijn, dat wil zeggen om in dezelfde tekst een bepaalde samenstelling steeds op dezelfde manier te spellen.